# جرونیمو مارتینز
جرونیمو مارتینز (به پرتغالی: Jerónimo Martins) شرکت خرده‌فروشی پرتغالی است، که مالک شبکه گسترده‌ای از هایپرمارکت‌ها، سوپرمارکت‌ها و فروشگاه‌های زنجیره‌ای خرده‌فروشی در پرتغال می‌باشد.
شرکت جرونیمو مارتینز در سال ۱۷۹۲ راه‌اندازی شد و هم‌اکنون زیرمجموعه گروه خرده‌فروشی جرونیمو مارتینز به‌شمار می‌آید. این گروه در سال ۱۹۹۲ تأسیس شد، که حاصل مشارکت انتفاعی شرکت جرونیمو مارتینز (۵۱٪) و شرکت آلمانی آهولد (۴۹٪) بود.
جرونیمو مارتینز همچنین طیف وسیعی از محصولات شرکت صنایع غذایی و بهداشتی یونیلیور را نیز تحت لیسانس، تولید و عرضه می‌کند. دفتر مرکزی این شرکت در شهر لیسبون، پرتغال قرار دارد و بخشی از سهام آن در بازار بورس یورونکست لیسبون معامله می‌شود.